# Brett Kavanaugh
Brett Michael Kavanaugh (født 12. februar 1965 i Washington D.C) er en amerikansk politiker og en af de ni højesteretsdommere i USA. Han blev nomineret til denne post af Donald Trump og overtog posten den 6. oktober 2018. Han var, i perioden 2006 og frem til sin nominering til den amerikanske højesteret i 2018, dommer ved en lavere retsinstans, appeldomstolen for District of Columbia. Kavanaugh har siden 1988 været medlem af det såkaldte Federalist Society, som er en organisation bestående af konservative og libertarianer, der argumenterer for en tekstualistisk fortolkning af den amerikanske forfatning.
Kavanaugh har studeret på Yale University, hvor han indledningsvis studerede historie, hvorefter han senere studerede jura på Yale Law School. Han arbejdede efterfølgende som fuldmægtig for forskellige dommere, herunder i perioden 1993 til 1994 for højesteretsdommer Anthony Kennedy. Han arbejdede efterfølgende, i perioden 1994 til 1997, for den uafhængige advokat Ken Starr. Han arbejdede herefter kortvarigt i den private sektor, hvorefter han i 1998 på ny blev genforenet med Ken Starr. Her var Kavanaugh bl.a. medforfatter til dele af den såkaldte "Starr Report", som omhandlede Bill Clinton–Monica Lewinsky sexskandalen, og som i sidste ende var grundlaget for Clinton's rigsretssag.
Kavanaugh var i 2000 en del af George W. Bushs juridiske hold, som forsøgte at stoppe genoptællingen af stemmer i Florida. Efterfølgende sluttede han sig til Bush-regeringen, hvor han arbejdede som jurist for forskellige kontorer i den føderale regering. Her arbejde han bl.a. på den såkaldte "Enron-skandale", ligesom han arbejdede på at få udpeget forskellige føderale dommere, heriblandt højesteretsdommer John Roberts. Kavanaugh blev allerede i 2003 nomineret til dommer ved appeldomstolen for District of Columbia, men den efterfølgende godkendelsesproces i Senatet trak ud, hvorfor han først blev godkendt i 2006 efter et kompromis mellem republikanerne og demokraterne var blevet indgået.